# Dryopteris doeppii
Dryopteris doeppii är en träjonväxtart som beskrevs av Werner Hugo Paul Rothmaler. Dryopteris doeppii ingår i släktet Dryopteris och familjen Dryopteridaceae. Inga underarter finns listade.